# Tibrón de Esparta
Tibrón o Timbrón (en griego antiguo: Θίβρων o Θίμβρων) fue un militar espartano. 
Fue enviado como harmosta en 400 a. C. con un ejército de unos 5000 hombres, en ayuda de los jonios contra el sátrapa Tisafernes. Al llegar reunió fuerzas locales, y especialmente miembros de la Expedición de los Diez Mil, en Pérgamo y pudo capturar varias ciudades, entre ellas Teutrania y Halisarna. Pero permitió a sus fuerzas el saqueo del país, y fue sustituido en el mando por Dercílidas y obligado a regresar a Esparta, donde fue llevado a juicio y multado. No pudo pagar la multa y fue enviado al exilio. 
En el año 392 a. C. fue enviado a otra expedición en Asia Menor contra el sátrapa persa Estrutas. Saqueó el territorio pero, en una ocasión, mientras Tibrón estaba practicando el lanzamiento de disco, Estrutas envió un cuerpo de caballería que cercó al ejército de Tibrón y este salió de manera desordenada para atacar a los saqueadores; repentinamente Estrutas cayó sobre Tibrón con una fuerza superior y lo derrotó. Tibrón murió en el combate. 